# Glienicke/Nordbahn
Glienicke/Nordbahn település Németországban, azon belül Brandenburgban. Lakosainak száma 12 201 fő (2023. december 31.). Glienicke/Nordbahn Mühlenbecker Land és Berlin községekkel határos.

## Népesség
A település népességének változása:
| Lakosok száma | 12 227 | 12 218 | 12 403 | 12 366 | 12 201 |
|               | 2017   | 2019   | 2021   | 2022   | 2023   |